# Cupon Pro
Cupon Pro este o agenție de trade marketing din România, cu experiență în campanii promoționale la punctul de vânzare, în programe de BTL (publicitate neconvențională - sampling-uri, degustări, tombole, evenimente speciale de activare și loializare a consumatorilor), comunicare prin suporturi in-store, servicii de merchandising și implementări POSM-uri.
Este deținută majoritar de omul de afaceri Cristian Burci.
Cupon Pro oferă acces la o rețea națională de magazine ce include hypermarketuri, cash&cary, hard discounteri, supermarketuri.
Sistemul de reduceri pe baza cupoanelor a fost introdus pe piața din România în 2005.
De atunci și până în 2009, au fost utilizate peste 1.500.000 de cupoane și au fost implementate peste 300 de campanii Cupon Pro, împreună cu producătorii și retailerii.
Cifra de afaceri în 2006: 0,7 milioane euro